# Elly Lieber
Elly Lieber (1932-2020) fue una deportista austríaca que compitió en luge en la modalidad individual. Ganó una medalla de oro en el Campeonato Mundial de Luge de 1959, y una medalla de oro en el Campeonato Europeo de Luge de 1956.

## Palmarés internacional
| Campeonato Mundial | Campeonato Mundial        | Campeonato Mundial | Campeonato Mundial |
| Año                | Lugar                     | Medalla            | Prueba             |
| ------------------ | ------------------------- | ------------------ | ------------------ |
| 1959               | Villard-de-Lans (Francia) | Medalla de oro     | Individual         |
| Campeonato Europeo |                           |                    |                    |
| Año                | Lugar                     | Medalla            | Prueba             |
| 1956               | Imst (Austria)            | Medalla de oro     | Individual         |